# Pustulatirus praestantior
Pustulatirus praestantior is een slakkensoort uit de familie van de Fasciolariidae. De wetenschappelijke naam van de soort is voor het eerst geldig gepubliceerd in 1892 door Melvill.